# Wielki Klincz
Wielki Klincz (deutsch Groß Klinsch, kaschubisch Wiôldżi Klińcz) ist ein Ort in der Gmina Kościerzyna (Berent) im Powiat Kościerski in der Woiwodschaft Pommern im nördlichen Polen mit etwa 2100 Einwohnern. Wielki Klincz liegt ca. 8 km östlich von Kościerzyna und 47 km südwestlich von Danzig. Der Ort bildet ein Sołectwo (Schulzenamt) mit den Dörfern Gościeradz, Graniczny Młyn und Jeziorki.

## Geschichte
Das Rittergut Groß Klinsch wurde im Jahr 1295 mit einem Privileg als adliges Landgut erstmals erwähnt. Spätestens im Jahr 1357 war Groß Klinsch im Besitz der Familie Rautenberg-Klinski. Im Zins- und Dienstverzeichnis der Ordensvogtei Dirschau von 1437/38 wurde Groß Klinsch als polnisch-rechtliches Dienstgut erwähnt. Bis zum Jahr 1567 blieb das Rittergut im Besitz der Familie Rautenberg-Klinski. Im Jahr 1570 umfasste Groß Klinsch 26 Hufen. Hinzu zählten eine Mühle und ein Gärtner. Für das Jahr 1599 war Familie Stojentin-Waglikowski als Besitzer bezeugt. Das Gut umfasste zu dem Zeitpunkt 40 Hufen und 10 Bauern. Im Jahr 1682 befand Groß Klinsch sich im Besitz der Familie Mokierski (Mąkierski), die inzwischen auch im Besitz von Waglikowice (Funkelkau) war. Von der landwirtschaftlichen Nutzfläche lagen inzwischen 12 Morgen brach. Neun Gärtner und eine Mühle mit zwei kleinen Rädern gehörten zum Rittergut. Um das Jahr 1752 gingen Groß und Klein Klinsch mit Zielenin (Zelenin) und Waglikowice im Rahmen des Gotartowskischen Konkurses als Einheit verloren. Im Jahr 1745 erwarb Kasimir von Bieberstein-Zawadzki Groß Klintsch von den Geschwistern Joseph, Cäcilia und Marianna von Wyssocki. Noch im Jahr 1772, als der westpreußische Adel der brandenburg-preußischen Krone huldigt, war Groß Klinsch im Besitz der Familie von Zawadzki.